# Papilio bootes
Espèce
Papilio bootes ou Machaon rouge-gorge à queue est une espèce de lépidoptères (papillons) de la famille des Papilionidae. L'espèce est présente en Chine, en Birmanie, dans l'est de l'Himalaya et en Inde.